# Lexus UX
La Lexus UX est un crossover urbain premium produit par le constructeur automobile japonais Lexus à partir de 2018. Il rejoint les SUV familial RX et compact NX dans la gamme Lexus.

## Présentation

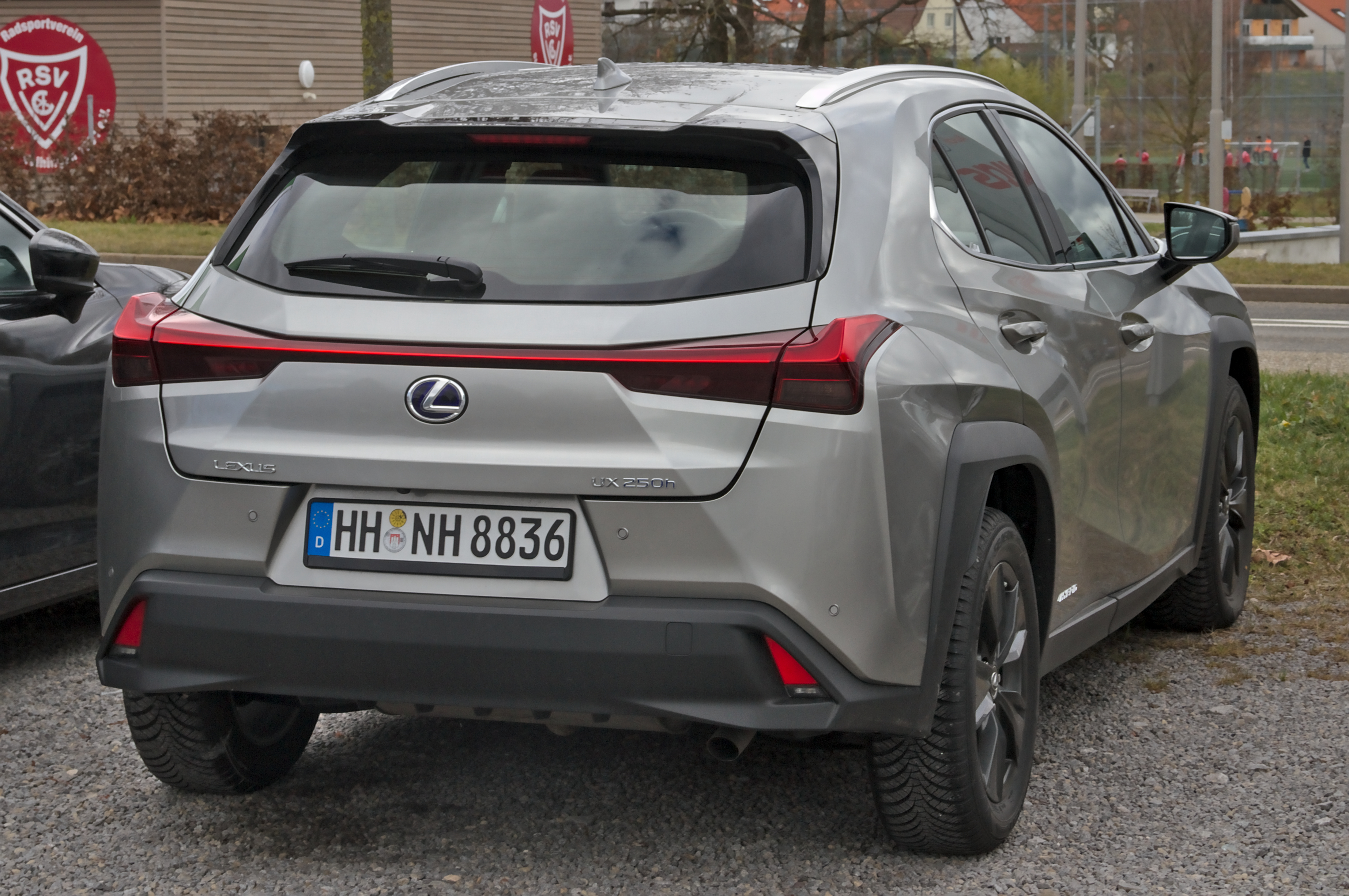
Lexus UX 250h.

Le Lexus UX est présenté au salon international de l'automobile de Genève 2018 puis au Mondial Paris Motor Show 2018. Il reçoit une carrosserie au design expressif, avec des angles marqués, des passages de roues aux arêtes tendues, une calandre exubérante et des bosses sur le capot, des traits qui avaient été annoncés par le Lexus UX Concept en 2016.
L'UX est un modèle mondial et introduit dans 80 pays à travers le monde.

### Phase 2
En mai 2022, le Lexus UX 250h reçoit une importante mise à jour technologique, notamment pour son nouveau système d'info-divertissement. Le pavé tactile qui était situé près de l'accoudoir central est supprimé (remplacé par un bac de rangement ou par les commandes des sièges chauffants selon les finitions). L'écran central devient tactile et augmente de taille (le modèle 7″ passe à 8″, et le 10″ à 12″). De plus, les performances de ce système d'info-divertissement sont améliorées. Lexus annonce enfin de nouvelles aides à la conduite, une amélioration de la rigidité, de nouvelles teintes de caisse et un nouveau garnissage cuir couleur crème.

## Caractéristiques techniques
L'UX de Lexus n'est commercialisé qu'en version hybride (UX 250h) et il est bâti sur une nouvelle plateforme, la TNGA (Toyota New Global Architecture) de Toyota, qui sert déjà au Toyota C-HR. L'UX est équipé de projecteurs à LED triple lentilles.
En novembre 2019, Lexus présente la version électrique de son SUV compact. Dénommée 300e, cette version est équipée d'un moteur électrique de 204 chevaux. La batterie est dotée d'une capacité de 54,3 kWh et Toyota annonce une autonomie de 400 kilomètres en cycle NEDC.

### Motorisation
Le Lexus UX 250h reçoit un moteur 4-cylindres atmosphérique de 2 litres de cylindrée et une batterie nickel-métal-hydrure (NiMH) d'une capacité de 1,4 kWh qui fonctionne sous une tension de 216 volts.
| Logo de Lexus               | Lexus UX                             | Lexus UX                             |
| Logo de Lexus               | UX 250h                              | UX 250h                              |
| --------------------------- | ------------------------------------ | ------------------------------------ |
| Type de moteur              | 4-cylindres en ligne 16S             | 4-cylindres en ligne 16S             |
| Cylindrée (cm³)             | 1 987                                | 1 987                                |
| Puissance maximale (ch)     | 178 (152 thermique + 109 électrique) | 178 (152 thermique + 109 électrique) |
| au régime de (tr/min)       | 6 000                                | 6 000                                |
| Couple maximal (N m)        | 190 thermique + 202 électrique       | 190 thermique + 202 électrique       |
| au régime de (tr/min)       | 4 400                                | 4 400                                |
| Boîte de vitesses           | E-CVT                                | E-CVT                                |
| Transmission                | Traction                             | Intégrale (e-Four)                   |
| Vitesse maximale (km/h)     | 177                                  | 177                                  |
| 0-100 km/h (s)              | 9.2                                  | 8,7                                  |
| Consommation (L/100 km)     | 5,8                                  |                                      |
| Émissions de CO2 (g/km)     | 96                                   | 106                                  |
| Capacité du réservoir (ℓ)   | 43                                   | 43                                   |
| Norme européenne d'émission | Euro 6d-Temp                         | Euro 6d-Temp                         |
| Batterie                    |                                      |                                      |
| Type                        | Nickel-métal-hydrure                 | Nickel-métal-hydrure                 |
| Capacité (kWh)              | 1,4                                  | 1,4                                  |
| Autonomie (km)              |                                      |                                      |

#### Finitions
En France, les finitions du Lexus UX 250h sont les suivantes [Quand ?]:
- Base
- Pack
- Pack business (réservée aux professionnels)
- Premium Edition
- Luxe
- F Sport
- Executive[8]
- F Sport Executive

Lors de la mise à jour de l'été 2022, la gamme de l'UX 250h en France se compose ainsi :
- Base
- Pack
- Pack Business
- Pack Business Plus
- F Sport Design
- Luxe
- Executive
- F Sport Executive

## Version électrique

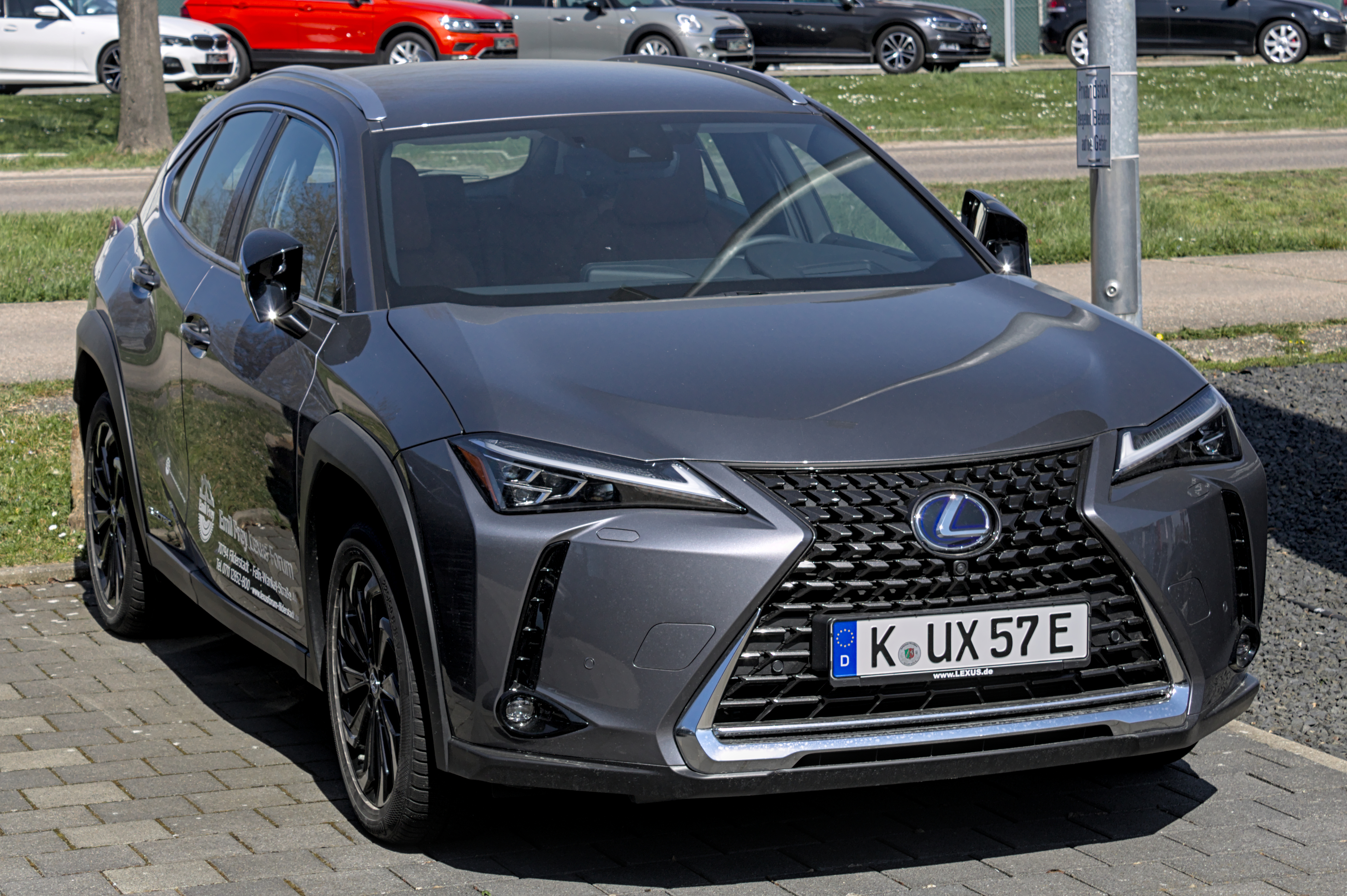
Lexus UX 300e.

En octobre 2020, Lexus présente la version électrique du crossover, l'UX 300e, premier modèle électrique de la marque. Il bénéficie d'un moteur électrique à aimants permanents d'une puissance de 150 kW (204 ch) et 300 N m de couple, alimenté par une batterie d'une capacité de 54,3 kWh qui se recharge via une prise de type CHAdeMO qui lui donne une autonomie de 306 km. La Lexus UX 300e accepte une charge maximale en courant alternatif de 6,6 kW. En courant continu, il est possible de la charger à une puissance maximale de 50 kW.
En octobre 2022, la capacité de la batterie passe à 72,8 kWh, avec une autonomie pouvant aller jusqu'à 450 km.

### Caractéristiques techniques
| Logo de Lexus                 | Électrique                     |
| Logo de Lexus                 | UX 300e                        |
| ----------------------------- | ------------------------------ |
| Autonomie WLTP cycle mixte    | 306 km                         |
| Consommation WLTP cycle mixte | 17 kWh / 100 km                |
| Capacité batterie brute       | 54,3 kWh                       |
| Capacité batterie nette       | 45 kWh                         |
| Technologie de batterie       | lithium-ions                   |
| Puissance moteur              | 204 ch                         |
| Couple                        | 300 Nm                         |
| Accélération 0 à 100 km/h     | 7,5 secondes                   |
| Vitesse maximale              | 160 km/h                       |
| Type de moteur                | Synchrone à aimants permanents |
| Type de transmission          | Traction                       |
| Nombre de places              | 5                              |
| Nombre de portes              | 5                              |

### Finitions
La version électrique de l'UX 300e est disponible en trois finitions différentes[Quand ?]:
- Pack
- Luxe
- Executive

## Concept-car
L'UX est préfiguré par le concept car Lexus UX Concept présenté au Mondial de l'automobile de Paris 2016. Il est dessiné par le bureau de style européen ED2 basé à Sophia Antipolis par Stephan Rasmussen (extérieur) and Alexandre Gommier (intérieur),,. Il est plus court que le véhicule de grande série (4,35 m).

Lexus UX Concept
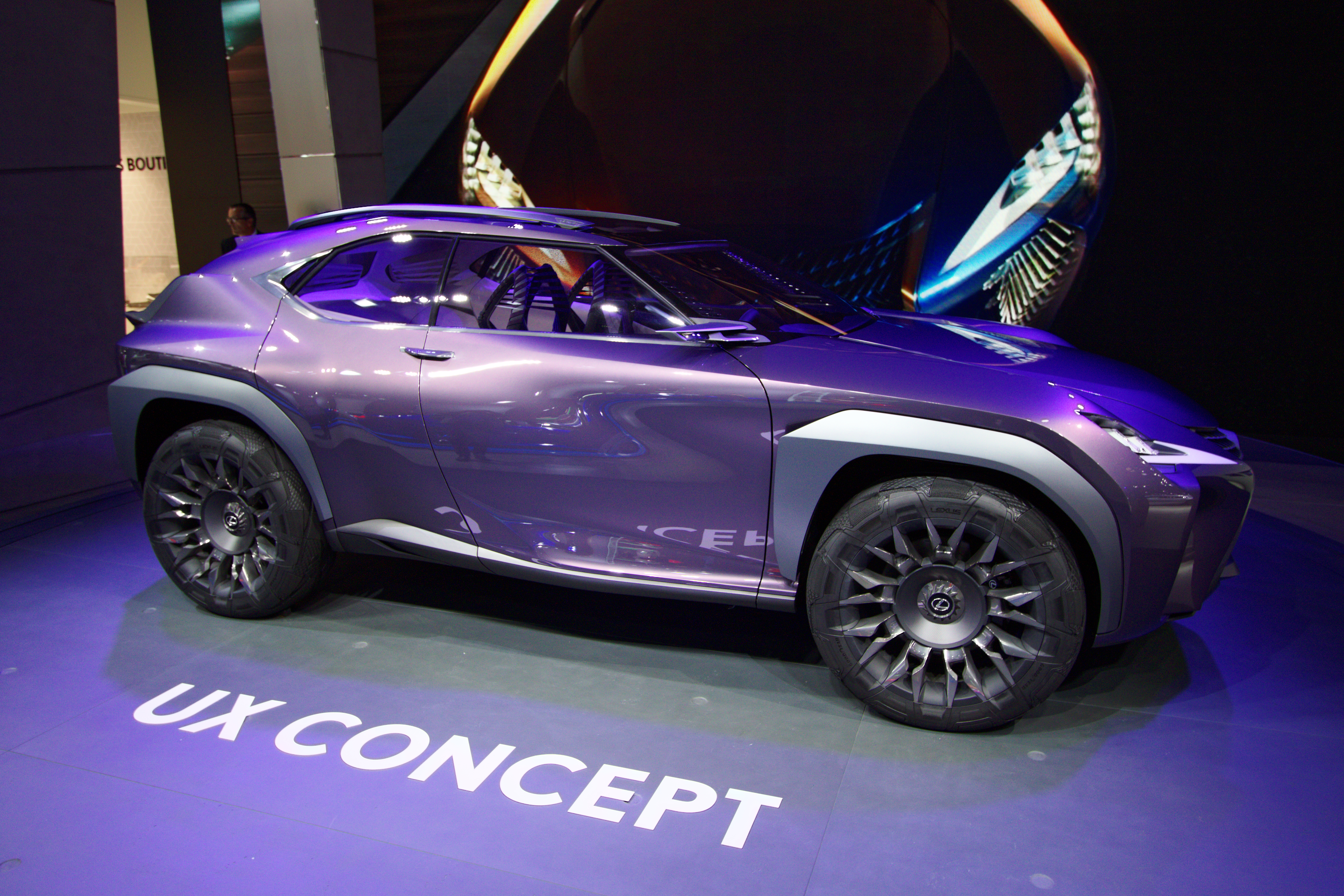
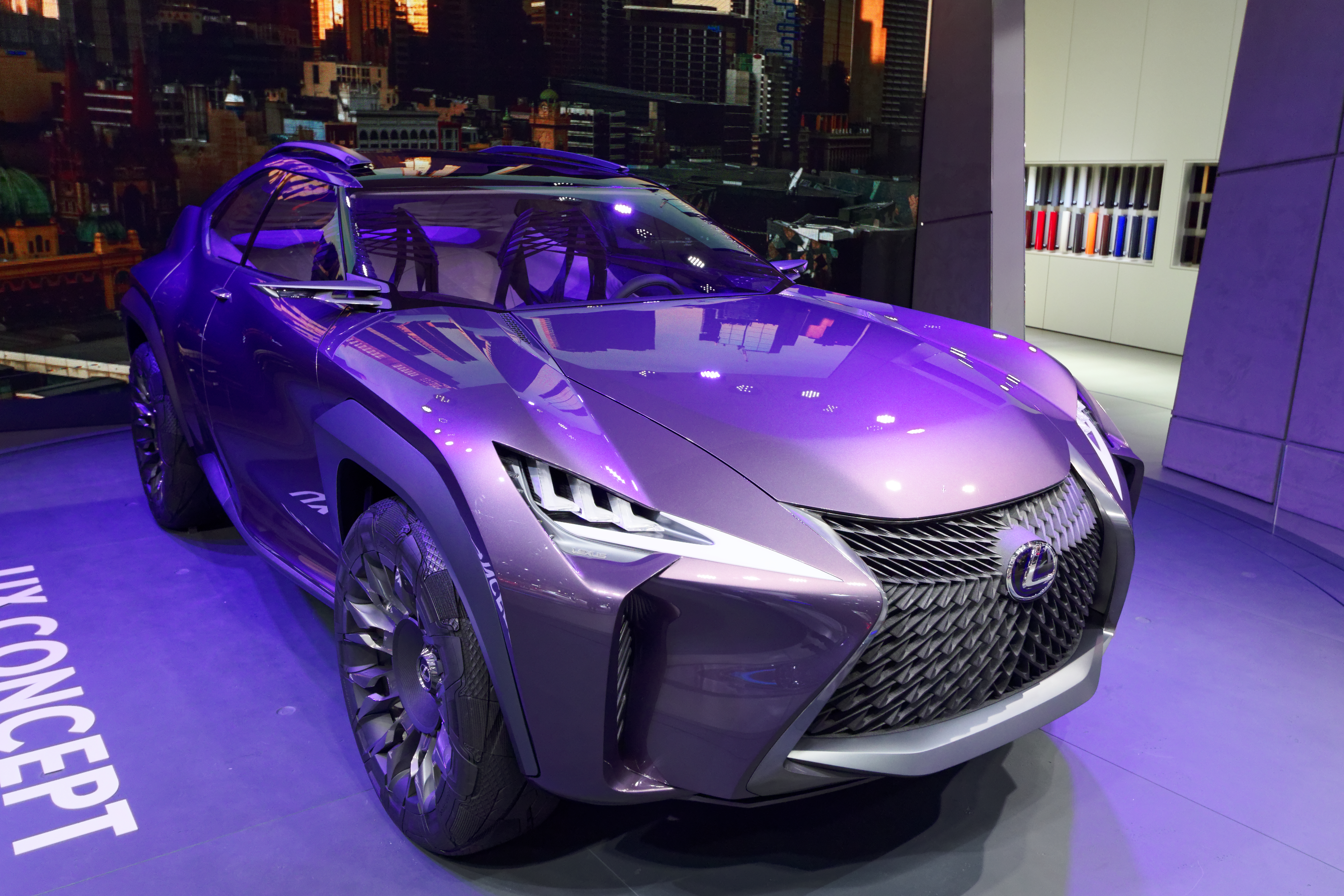
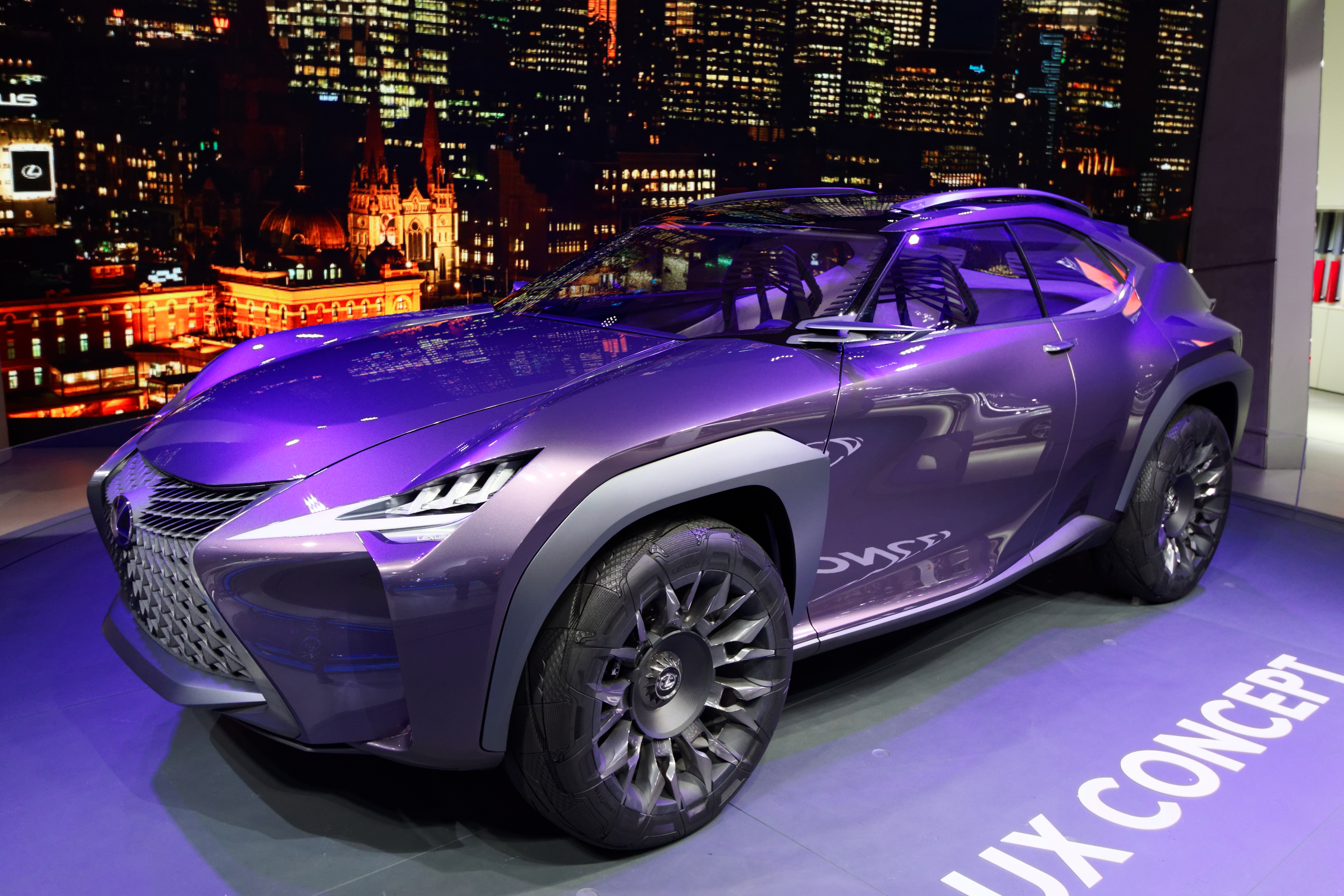
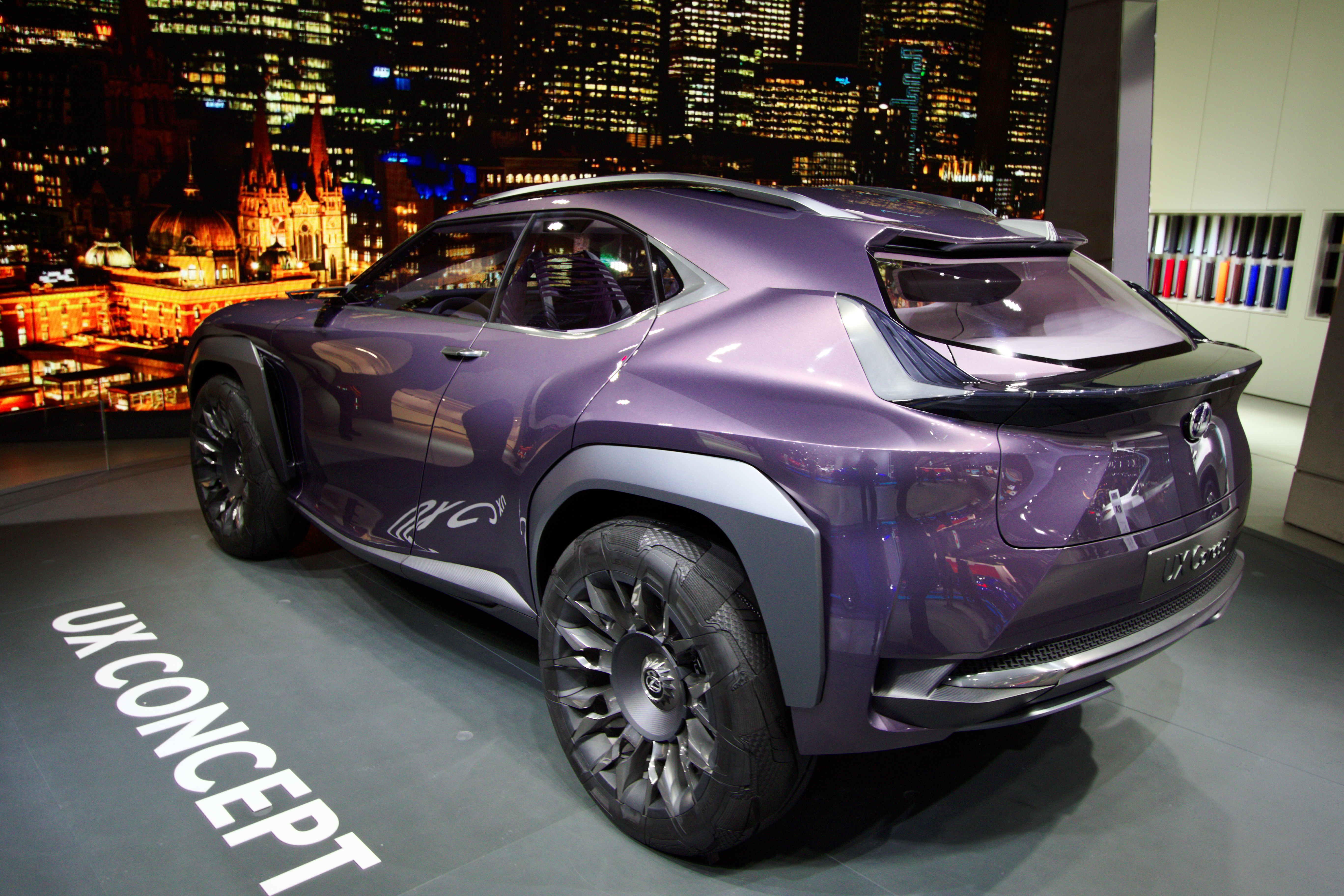